# Corcoué-sur-Logne
 Corcoué-sur-Logne  es una población y comuna francesa, situada en la región de Países del Loira, departamento de Loira Atlántico, en el distrito de Nantes y cantón de Legé.

## Demografía
| 2027 | 1942 | 1812 | 1918 | 1959 | 1990 |
| Para los censos de 1962 a 1999 la población legal corresponde a la población sin duplicidades (Fuente: INSEE [Consultar]) |      |      |      |      |      |